# Srbui Stepanowna Lissizian
Srbui Stepanowna Lissizian (russisch Србуи Степановна Лисициан, armenisch Սրբուհի Լիսիցյան; geb. 27. Juni 1893 in Tiflis, Russisches Kaiserreich; gest. 1979 in Jerewan, Sowjetunion) war eine armenisch-sowjetische Ethnografin. Sie erlangte mit einer originellen mathematischen Methode der Kinetografie Bekanntheit, mit der Volkstänze präzise beschrieben werden können.

## Kindheit und Ausbildung
Srbui Lissizians Vater Stepan Danilowitsch Lissizian war ein berühmter Ethnograf und Historiker und zudem Person des öffentlichen Lebens. Srbui Lissizian erhielt eine musikalische Ausbildung an der Tifliser Musikschule. Ab 1911 lebte sie in Moskau, wo sie bis 1917 historische und philologische Höhere Kurse für Frauen (Guerrier-Kurse) besuchte. Gleichzeitig besuchte sie 1915 bis 1917 ein Tanzstudio unter der Leitung von Inna Samoilowna Tschernezkaja und das Studio „Lebendiges Wort“ unter Leitung von Olga Erastowna Osarowskaja. Außerdem erlernte sie mehrere Sprachen.

## Tanz
1917 kehrte Srbui Lissizian nach Tiflis zurück, wo sie ein Rezitations- und Tanz-Studio organisierte. Das Studio wurde 1920 (oder 1923) als „Institut für Rhythmus und Tanz“ des Volkskommissariats für Bildungswesen der Georgischen Sowjetrepublik weitergeführt. Ihr Mann Lewon Jakowlewitsch Asarapetian, der einen Abschluss der Münchner Kunstakademie hatte, wurde künstlerischer Direktor des Instituts. Mit ihren Studenten tourte Srbui Lissizian durch die Städte Transkaukasiens.
Im Februar 1924 wurde sie zu einer Tour nach Moskau eingeladen. Am 3. März 1924 fand auf der Bühne des Tschechow-Kunsttheaters eine Aufführung statt, am 12. März in der Russischen Kunstakademie; gefolgt von einem Auftritt in der Russischen Akademie für Theaterkunst und einem im Säulensaal des Hauses der Gewerkschaften. Insgesamt gab es elf Auftritte in nur einem Monat. Die Vorführungen erfuhren hohe Wertschätzung unter anderem durch den einflussreichen Dramaturgen und Theaterregisseur Wladimir Iwanowitsch Nemirowitsch-Dantschenko und den Volkskommissar für Bildungswesen der Russischen Sowjetrepublik Anatoli Wassiljewitsch Lunatscharski.
Von 1926 bis 1929 tourte Lissizian mit ihren Studenten l. Kasparjan, Niseli Lissizian, D. Ter-Sarkisjan und E. Alibegowo durch deutsche Städte, darunter München, Hamburg, Frankfurt am Main, Düsseldorf und Berlin. In Berlin unterrichtete sie Schüler in der Sowjetischen Botschaft und die Agitproptruppe „Die roten Hemden“.
1930 gründete Lissizian die Choreografieschule Jerewan, deren Direktorin sie bis 1938 blieb. Unter ihren Schülern waren ihre jüngere Schwester Naseli Stepanowna Lissizian und ihre Cousine Maria Wartanowna Lissizian.

## Forschung
Von 1932 bis 1935 forschte sie am Institut für Geschichte der Materialkultur des Volkskommissariats für Bildung der Armenischen Sowjetrepublik. Schon seit 1923 nahm Lissizian an Expeditionen teil, um Folklore zu sammeln und Volkstänze aufzunehmen.
1942 bis 1959 arbeitete sie in den Bereichen Theorie und Kunstgeschichte der Wissenschaftsakademie der Armenischen Sowjetrepublik und unterrichtete gleichzeitig am Institut für Kunst und Tanz Jerewan; ab 1945 als Assoziierte Professorin. 1959 bis 1979 war Lissizian Seniorforscherin am Institut für Archäologie und Ethnografie der Wissenschaftsakademie der Armenischen Sowjetrepublik.
Sie war 1936 zusammen mit dem Komponisten Sargis Barchudarjan Autorin des Balletts „Narine“.
1961 erlangte sie den wissenschaftlichen Titel Doktor der Geschichtswissenschaften.

## Familie
Srbui Lissizian war verheiratet und hatte einen Sohn. Ihr Mann Lewon Asarapetian blieb nach der gemeinsamen Deutschlandtour 1926 in Berlin. Ihr zwanzigjähriger Sohn Roland Asarapetian wurde in den 1940er Jahren verhaftet und erschossen. In seinem Tagebuch hatte er geschrieben «Мы так много аплодируем Сталину, что у нас скоро будут мозоли на рука.» (deutsch: „Wir applaudieren Stalin so sehr, dass wir bald Hühneraugen an den Händen haben.“) Srbui Lissizian fiel wegen ihres Sohnes in Ungnade. Der erste Band ihres Buches „Alte Tänze und Theateraufführungen des armenischen Volkes“ erschien erst nach Stalins Tod.

## Werke
- Sapis dwischenija (Kinetografija). Iskusstwo, Moskau 1940 (rsl.ru – russisch: Запись движения (кинетография).).
- Srbui Stepanowna Lissizian: Starinnye pljaski i teatralnye predstawlenija armjanskogo naroda Wwedenije w isutschenije starinnych pljasok i teatralnych predstawlennij armjanskogo naroda. Akademija nauk Armjanskoi SSR, 1958 (russisch: Старинные пляски и театральные представления армянского народа: Введение в изучение старинных плясок и театральных представленний армянского народа.).
- Armjanskije starinnye pljaski. AN Armjanskoi SSR, 1983 (russisch: Армянские старинные пляски.).

## Ehrungen

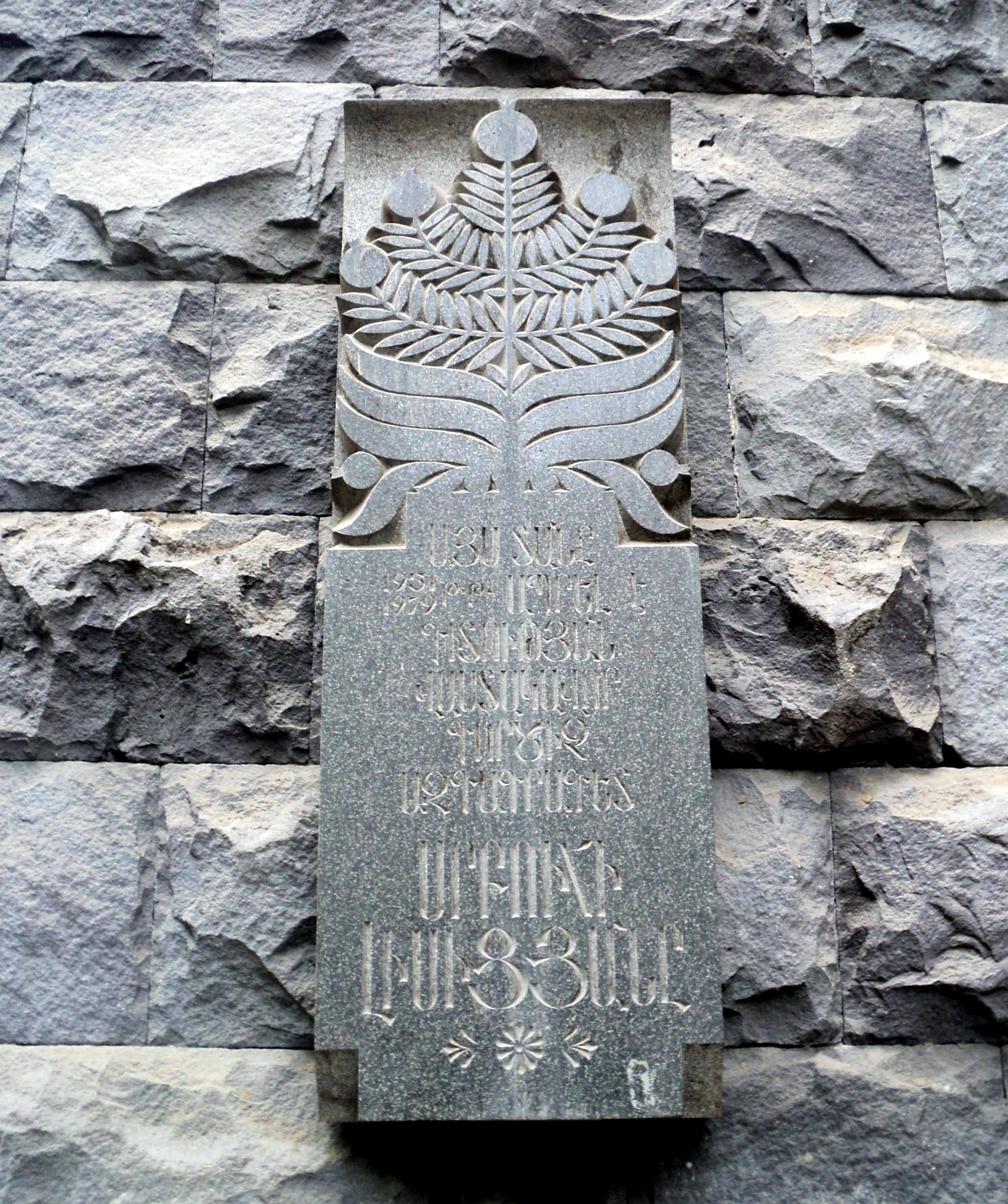
Ehrentafel für Srbui Lissizian in Jerewan

- Ehrenzeichen der Sowjetunion – verliehen am 9. Juni 1973 für Verdienste auf dem Gebiet der sowjetischen Ethnographie und Kunstgeschichte und für langfristige pädagogische Tätigkeit
- Verdiente Wissenschaftlerin der Armenischen Sowjetrepublik – verliehen 1964
- 1980 wurde das armenische Institut für Archäologie und Ethnologie nach ihr und ihrem Vater benannt.